# Mohamed Kerrache
 (février 2019).
Mohamed Kerrache est un footballeur algérien né le 7 septembre 1971 à Médéa. Il évoluait au poste de défenseur.

## Biographie
Mohamed Kerrache évolue en Division 1 avec les clubs du MO Constantine et de l'ASO Chlef.

## Palmarès
- Vainqueur de la Coupe d'Algérie en 2005 avec l'ASO Chlef[réf. nécessaire].